# Вечелье
Ве́челье (бел. Ве́чалле) — озеро в Ушачском районе Витебской области Беларуси. Лежит в бассейне реки Крошенка (приток Ушачи). Восьмое по наибольшей глубине озеро Беларуси и второе — среди Ушачских озёр.

## География
Северо-восточная оконечность озера Вечелье граничит с бывшей деревней Городок, ныне юго-восточной окраиной городского посёлка Ушачи. К востоку от водоёма находится деревня Ковалевщина, к западу — деревня Липовец. Высота водного зеркала над уровнем моря — 136,1 м.
Площадь озера составляет 1,36 км². Максимальная глубина — 35,9 м, средняя — 18,5 м. Длина водоёма — 3,68 км, наибольшая ширина — 0,48 км. Длина береговой линии — 8,25 км. Объём воды в озере составляет 25,13 млн м³. Площадь водосбора — 37,2 км².
Вечелье — восьмое по глубине озеро Беларуси и второе по глубине среди озёр Ушачского района.

## Морфология

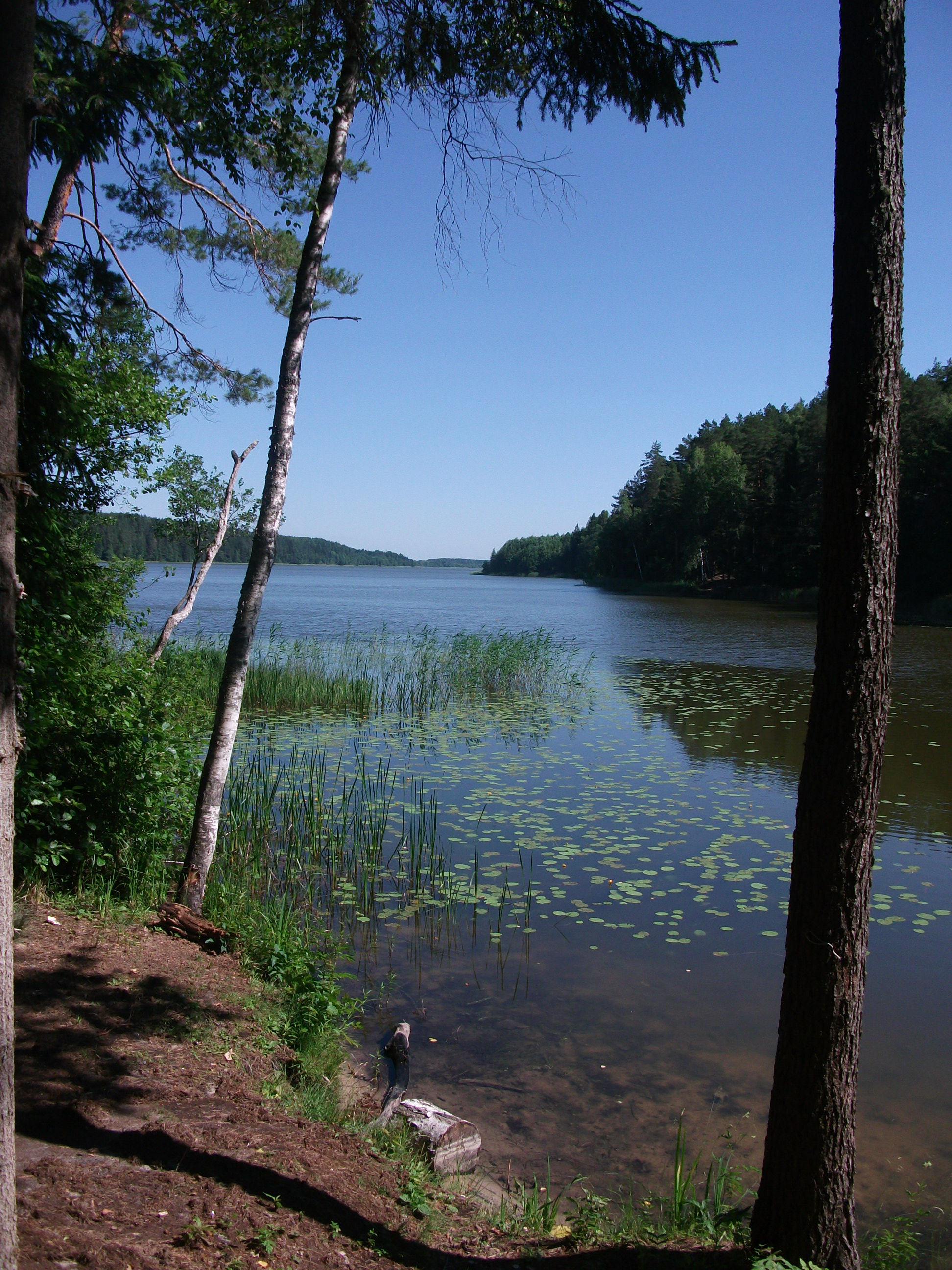
Южный край озера

Котловина озера лощинного типа, сильно вытянутая с северо-востока на юго-запад. Склоны котловины песчаные, супесчаные и суглинистые, крутые, имеют высоту 10—15 м. Северо-восточные склоны пологие, высотой 2—4 м, распаханные.
Береговая линия относительно ровная. Берега высокие, местами абразионные, на северо-востоке и юго-западе на отдельных участках — низкие. Участок северо-восточного берега заболочен. По берегам произрастают деревья и кустарники. На востоке, юго-западе и северо-востоке местами присутствует торфянистая пойма шириной до 30 м, поросшая кустарником. Вдоль озера проходят две надпойменные террасы высотой 1,4 и 3,5 м.
Дно водоёма корытообразное. Ложе озера состоит из двух впадин глубиной 33,4 м и 35,9 м, которые разделены между собой невысоким подъёмом. Зона мелководья имеет ширину 5—15 м. Глубины до 2 м занимают 6 % площади озера, до 8 м — 20 %. Мелководье песчаное. Сублитораль крутая, песчано-илистая. Глубже 16—20 м дно покрыто глинистым илом.

## Гидрология
Поскольку котловина озера укрыта от ветрового перемешивания, а сам водоём обладает значительной глубиной, водная толща обычно оказывается хорошо стратифицированной по температуре и гидрохимическим показателям. До глубины 4 м вода перенасыщена кислородом, однако в придонных областях его содержание уменьшается до 66 %. Содержание углекислого газа во всей толще воды невелико ввиду недостаточного развития органической жизни.
Озеро мезотрофного типа с признаками олиготрофии. Минерализация воды достигает 217 мг/л, прозрачность — 4 м. Проточность водоёма невысока. Полный водообмен требует более чем трёх лет.
В Вечелье впадают четыре ручья, из которых наиболее крупные — из озёр Должина и Красное. Во время половодья либо после сильных дождей появляются шесть дополнительных водотоков. Суммарный расход всех притоков составляет 42 л/с. Однако главную роль в подпитывании озера играют грунтовые воды, на что указывает трёхкратное преобладание вытока над втоком. Выток происходит через ручей, впадающий в озеро Волчо. в некоторых источниках водоток между озёрами Вечелье и Волчо упоминается как верхнее течение реки Крошенка.

## Флора и фауна
Растительность занимает 5 % площади поверхности озера. Прибрежная растительность растёт до глубины 3 м, ширина прибрежной полосы составляет 5—30 м. Наиболее сильно зарастает участок возле юго-западного берега. Среди полупогруженных растений преобладают камыш и тростник. Растения с плавающими листьями представлены только кубышкой и горцем земноводным. Подводная растительность, напротив, отличается разнообразием: в озере произрастают элодея, рдесты, телорез, роголистник, уруть.
Водоём является слабокормным. Фитопланктон представлен всего 19 видами, среди которых преобладают диатомовые водоросли и полностью отсутствуют сине-зелёные. Зоопланктон включает в себя 25 видов, главным образом веслоногих ракообразных. В составе зообентоса насчитывается 45 видов, наибольшее разнообразие которых отмечается на мелководье: моллюски, ручейники, ракообразные, мокрецы, личинки комаров-звонцов. Биомасса фитопланктона — 1,66 г/м³, зоопланктона — 0,49 г/м³, зообентоса — 3,49 г/м².
В озере обитают сиг, снеток, лещ, щука, окунь, язь, плотва, уклейка, краснопёрка, густера, сом и другие виды рыб. До 1960-х годов водился широкопалый рак, исчезнувший в результате некоторого ухудшения гидрологических показателей. В 2020 году проводилось зарыбление сазаном, щукой и белым амуром.

## Экологическая обстановка и рекреационное использование
Некоторое нежелательное воздействие на экосистему озера оказывает Ушачский льнозавод, примыкающий к северо-восточной оконечности водоёма. Однако в целом антропогенное воздействие невелико, несмотря на населённость прилегающей территории.
Озеро Вечелье входит в курортную зону «Ушачи». Около озера находится санаторий «Лесные озёра». Для граждан организовано платное любительское рыболовство и разрешена подводная охота в светлое время суток.

## Исторические сведения
Во время Великой Отечественной войны на озере Вечелье функционировал зимний партизанский аэродром Полоцко-Лепельской партизанской зоны.
Именно с этого аэродрома с конца марта по 11 апреля 1944 года фронтовые лётчики 1-го Прибалтийского фронта эвакуировали в советский тыл освобождённых партизанами из немецко-фашистской неволи детей Полоцкого детского дома № 1. Это был второй этап известной операции «Звёздочка», в ходе которого совершил героический поступок лётчик Александр Мамкин.